# Scuderia Ambrosiana
Scuderia Ambrosiana var ett privat italienskt formel 1-stall.
Scuderia Ambrosiana grundades av Giovanni Lurani, Luigi Villoresi och Franco Cortese redan före andra världskriget för att tävla i grand prix racing. Stallet fick sitt namn från Milanos skyddshelgon sankt Ambrosius och tävlade i samma blå och svarta färger som fotbollsklubben Inter.

## F1-säsonger
| Säsong | Tävlingsnamn        | Bil                           | Motor            | Poäng | Förare 1        | Övriga förare            |
| ------ | ------------------- | ----------------------------- | ---------------- | ----- | --------------- | ------------------------ |
| 1950   | Scuderia Ambrosiana | Maserati 4CL Maserati 4CLT/48 | Maserati 1.5 L4C | 0     | David Hampshire | David Murray Reg Parnell |
| 1951   | Scuderia Ambrosiana | Maserati 4CLT/48              | Maserati 1.5 L4C | 0     | David Murray    |                          |
| 1954   | Scuderia Ambrosiana | Ferrari 500                   | Ferrari 2.5 L4   | 0     | Reg Parnell     |                          |